# Inna kobieta (film 2014)
Inna kobieta (ang. The Other Woman) – amerykańska komedia z 2014 roku w reżyserii Nicka Cassavetesa z Cameron Diaz w roli głównej.

## Fabuła
Żona i kochanka tego samego mężczyzny odkrywają, że on zdradza je obie z trzecią kobietą. Trzy kobiety łączą swe siły, by dać mu nauczkę.

## Obsada
- Cameron Diaz jako Carly
- Leslie Mann jako Kate
- Kate Upton jako Amber
- Nikolaj Coster-Waldau jako Mark
- Taylor Kinney jako brat Kate
- Nicki Minaj jako Lydia
- Madison McKinley jako Madison
- Don Johnson
- Alyshia Ochse
- Deborah Twiss
- Brooke Stacy Mills
- Raushanah Simmons
- Stefano Villabona jako klient restauracji
- Meki Saldana jako Meki